# Schlichemtal
Schlichemtal este o arie protejată (sit de importanță comunitară — SCI, arie de protecție specială avifaunistică — SPA) din Germania întinsă pe o suprafață de 217,95 ha, integral pe uscat.

## Localizare
Centrul sitului Schlichemtal este situat la coordonatele 48°14′33″N 8°37′22″E / 48.2425°N 8.6228°E.

## Înființare
Situl Schlichemtal a fost declarat arie de protecție specială avifaunistică în martie 2001 pentru a proteja 1 specie de animale. Situl a fost protejat și ca sit de importanță comunitară în martie 2001.

## Biodiversitate
Situată în ecoregiunea continentală, aria protejată nu include niciun habitat protejat.
La baza desemnării sitului se află o specie protejată de  păsări: Falco peregrinus peregrinus